# (4321) Zero
(4321) Zero (1981 EH26) – planetoida z grupy pasa głównego asteroid okrążająca Słońce w ciągu 5,36 lat w średniej odległości 3,06 j.a. Odkryta 2 marca 1981 roku.